# Гжендович, Ярослав
Ярослав Гжендович (пол. Jarosław Grzędowicz) — польский писатель-фантаст, лауреат Премии имени Януша Зайделя.

## Биография
Ярослав Гжендович родился в 1965 году во Вроцлаве, публикуется, начиная с 1982 года. В 1990 году основал литературный журнал «Феникс», с 1993 по 2001 год был его основным редактором. В 2005 году выпустил роман «Владыка ледяного сада: ночной странник», удостоенный ряда престижных литературных премий; затем вышло ещё три романа-продолжения. Серия посвящена приключениям землянина на планете Мидгард, где царит средневековье.

## Избранная библиография
- Владыка Ледяного Сада: Ночной Странник (Pan Lodowego Ogrodu, 2005)
- Владыка Ледяного Сада: В сердце тьмы (Pan Lodowego Ogrodu, 2007)
- Владыка Ледяного Сада: Носитель судьбы (Pan Lodowego Ogrodu, 2009)
- Владыка Ледяного Сада: Конец пути (Pan Lodowego Ogrodu, 2012)
- Гелий-3 (Hel-3, 2017)
- Пепел и пыль (2022)